# California Love
«California Love» es una canción de hip hop de 2Pac con Dr. Dre y Roger Troutman. Fue el primer sencillo del álbum All Eyez on Me, en 1996 y también la primera canción en ser publicada desde que Tupac ingresara en prisión en 1995. Póstumamente, fue nominada a los Grammy como Mejor Canción de Rap y por Mejor Canción de Rap por un Dúo o Grupo (junto a Dr. Dre y Roger Troutman) en 1997.
Esta canción apareció por primera vez en un álbum de Tupac en 1998, con la edición del Greatest Hits, ya que el tema que se incluía en All Eyez On Me era un remix del mismo.
El sample de esta canción es de Woman to Woman de Joe Cocker y las líneas "California knows how to party" son cantadas por Roger Troutman en su tema So Ruff, So Tuff. Por otra parte, el "In the City of Compton" del estribillo está adaptado de las canciones West Coast Poplock y Dance Floor, de Ronnie Hudson and the Street People's.
California Love también se encuentra dentro del ranking de las 500 mejores canciones de todos los tiempos según Rolling Stone.
El video musical es dirigido por Hype Williams y Kevin Swain, y alcanzó el #1 en el Billboard Hot 100.
La canción aparece en una escena de Iron Man 2, en la cual está haciendo una fiesta en su mansión
Una versión parodia con una letra distinta apareció en el episodio de South Park "Night of the Living Homeless".
La canción aparece en una escena de Los Simpson, en el capítulo Papá Enojado, La Película.

## Posicionamiento en listas y certificaciones
| Lista (1996)                             | Mejor posición |
| ---------------------------------------- | -------------- |
| Alemania (Offizielle Deutsche Charts)    | 7              |
| Australia (ARIA)                         | 2              |
| Austria (Ö3 Austria Top 40)              | 5              |
| Bélgica (Flandes) (Ultratop 50)          | 21             |
| Bélgica (Valonia) (Ultratop 50)          | 13             |
| Canadá (RPM Singles Chart)               | 1              |
| Canadá (RPM Dance Chart)                 | 2              |
| Estados Unidos (Billboard Hot 100)       | 1              |
| Estados Unidos (Hot R&B/Hip-Hop Singles) | 1              |
| Estados Unidos (Top 40 Mainstream)       | 34             |
| Estados Unidos (Hot Rap Singles)         | 1              |
| Finlandia (OFC)                          | 11             |
| Francia (SNEP)                           | 13             |
| Italia (Italian Singles Chart)           | 1              |
| Noruega (VG-lista)                       | 4              |
| Nueva Zelanda (Recorded Music NZ)        | 1              |
| Países Bajos (Dutch Top 40)              | 10             |
| Reino Unido (UK Singles Chart)           | 6              |
| Suecia (Sverigetopplistan)               | 1              |
| Suiza (Schweizer Hitparade)              | 7              |

| País           | Organismo certificador | Certificación       | Ref.   |
| -------------- | ---------------------- | ------------------- | ------ |
| Canadá         | CRIA                   | Disco de Oro        | [ 19 ] |
| Estados Unidos | RIAA                   | 2x Disco de Platino | [ 1 ]  |
| Noruega        | IFPI Noruega           | Disco de Oro        | [ 20 ] |

### Sucesión en listas
| Anterior: «Tha Crossroads» de Bone Thugs-N-Harmony | Billboard Hot 100 — Sencillo Nro 1 13 de julio de 1996 — 26 de julio de 1996 | Siguiente: «You're Makin' Me High / Let It Flow» de Toni Braxton |